# Thomas Fehling
Thomas Fehling, född 1940 i Trelleborg, död 2009 i Linköping, var en svensk jazzmusiker. Han började i mycket unga år spela klarinett och fortsatte studierna vid Malmö musikkonservatorium under gymnasieåren. Som 17-åring skaffade han en tenorsaxofon och kom omedelbart in i Malmös jazzliv, där hans kraftfulla och roliga spel uppmärksammades. Han spelade i Lasse Lindströms orkester och vann "Kul i tre"- jazzen 1958. Samma år kom Lasse Lindströms sextett med bland annat Gilbert Holmström tvåa i sin klass i TV-jazzen.
Fehling spelade under studieåren på Chalmers i början av  1960-talet i en mycket Rollins-inspirerad trio på diverse jazzklubbar i Göteborg. Trion utökades till sextett med bland andra Gilbert Holmström, som flyttade till Göteborg. Fehling sysslade under denna period även med  Chalmersspex och breddade de musikaliska referenserna. Tillsammans med  Gilbert Holmström utvecklades tenorsaxspelet mot allt friare former. 1963 medverkade han i Lasse Werners och Kurt Lindgrens ”happening-konsert” i Moderna museet.
Han började framträda i en duo med basisten Hans Löfman, där grunden var sånglig och rytmisk ekvilibristik med avancerat flöjtspel. Duon uppmärksammades vid en jazzfestival på Berns, och engagerades av skådespelaren Kent Andersson att skriva musiken till dennes första uppsättning av ”Flotten”.Han medverkade också på scenen i ett stort antal  föreställningar.
Fehling kom till Linköping 1980 och försökte återuppväcka Rollins-känslan i diverse musikaliska konstellationer. Han övergick till att spela altsax, sopransax och klarinett tillsammans med pianisten Kjell  Larsson i Fehling-Larsson-kvartetten.
Han spelade sedan drygt 20 år i folkmusikgruppen TOMBOLA, Linköping, med vilken han framträdde i Kina vid Ostindiska kompaniets jubileum 2006 och ett återbesök 2009. På senare år spelade Fehling sporadiskt med Lars Sundberg Quintet, Göteborg.

## Utmärkelser och priser
- 1993 - Great Jazz Clubs vuxen-stipendium

## Diskografi
- 2006 Gilbert Holmström – A Celebration Of 50 Years In Jazz, Anagram Records  ANA015
- 2012 Thomas Fehling - REUNION, CD1 & CD2, Fehl Music Records / CMM Group (Inspelad live på Great Jazz Club i Linköping, 1987)[2]